# بویوک‌باغ (کاهتا)
بویوک‌باغ {{ترکی|Büyükbağ) 
(به زازاکی: Bitbağ) (به ارمنی: Բյոյուքբաղ) یک منطقهٔ مسکونی در ترکیه است که در کاهتا واقع شده‌است.